# Luque (Argentina)
Luque é um município da província de Córdova, na Argentina.